# 東京アドデザイナース
株式会社東京アドデザイナース（とうきょうアドデザイナース、英: Tokyo Ad Designers Inc.）は、日本の総合広告制作会社。東京都千代田区に本社を構え、ブランディング、広告制作、Web制作、セールスプロモーション、撮影、ムービー制作など多様な領域でサービスを提供している。
公益社団法人 日本広告制作協会（OAC）会員。

## 概要
東京アドデザイナースは、広告業界におけるクリエイティブ業務を中心に、クライアントのマーケティング活動をサポートする企業として1961年8月に設立された。「ANSWER in DESIGN.」をテーマに、企業やブランドの訴求力を高めるための企画立案から、広告制作、デジタルソリューション、セールスプロモーション等を一貫して提供する体制を構築している。本社のある三番町ビルに6面の自社スタジオを所有している。

## 主な業務内容
- 企業ブランディング（CI、VI等）
- 各種プロモーションに関するプランニングおよびディレクション
- グラフィックデザイン（新聞、ポスター、パンフレット、カタログ、パッケージ等）
- デジタルコンテンツデザイン（webサイト、SNS等）
- スチル、ムービー撮影
- セールスプロモーション（ノベルティ・展示ブース等）

## 沿革
- 1961年8月 - 千代田区六番町に設立
- 1967年10月 - 千代田区麹町4丁目に移転 グループ会社として株式会社アド・テクニカを設立
- 1971年10月 - 写真部を設立し、フォトスタジオを設置
- 1994年5月 - 東京アドグループとスタジオを統合し、千代田区三番町に移転
- 1999年9月 - i-メディア制作室を新設
- 2008年1月 - 赤坂オフィスを開設
- 2024年2月 - 赤坂オフィスを三番町本社に統合